# Open de España 2024
El Open de España 2024, será la edición número 96 del Open de España, el abierto nacional de golf de España. Se celebrará del 26 al 29 de septiembre de 2024 en el Club de Campo Villa de Madrid.El defensor del título será el francés Matthieu Pavon, ganador de la edición de 2023. El torneo formará parte de la temporada 2023-2024 del DP World Tour, será puntuable para la Race to Dubai y repartirá una bolsa de premios de 3.250.000 $ (dólares).
El promotor y organizador del torneo es la empresa Madrid Throphy Promotion, quien organiza el torneo desde 2019 tras llegar a un acuerdo con la Real Federación Española de Golf y el European Tour (actualmente DP World Tour). Madrid Throphy Promotion también es la empresa promotora del Mutua Madrid Open, competición que organiza desde 2002.

## Campo
La sede del torneo será el Club de Campo Villa de Madrid, donde se ha disputado el torneo desde la edición de 2019. Para la competición se utilizará el "recorrido negro", uno de los dos recorridos de 18 hoyos con los que cuenta el club. Este recorrido fue diseñado por el arquitecto Javier Arana, y fue inaugurado en 1951.

## Formato de juego y participantes
El formato de juego es Stroke Play a 72 hoyos, con un corte tras la segunda jornada. Los jugadores que superen el corte se clasificarán para jugar las dos jornadas finales.